# Nanohyla pulchella
Nanohyla pulchella es una especie de anfibio anuro de la familia Microhylidae. Esta rana es endémica de Vietnam. Habita entre los 1500 y 2050 m sobre el nivel del mar en el sur de la cordillera Annamita en el parque nacional Bidoup Nui Ba. Es una especie terrestre que habita en bosques perennifolios. Está en peligro de extinción debido a la pérdida y degradación de su hábitat causadas por la deforestación y la expansión de zonas agrícolas.

## Publicación original
- Poyarkov, Vassilieva, Orlov, Galoyan, Tran, Le, Kretova & Geissler, 2014 : Taxonomy and distribution of narrow-mouth frogs of teh genus Microhyla Tschudi, 1838 (Anura: Microhylidae) from Vietnam with descriptions of five new species. Russian Journal of Herpetology, vol. 21, p. 89–148[2]